# Architiclino
En la antigüedad, se llamaba architiclino el que presidía o dirigía un banquete. 
Venía a ser una especie de oficial o jefe de cocina a la orden del cual servían los criados o esclavos a cada uno de los convídados los manjares, las bebidas, etc. después de haberlas probado el architriclino para cerciorarse de que estaban sazonadas, buenas, etc. En los banquetes de boda los griegos daban a los archilriclino el nombre de paraninfo bien que tenía también otro significado. 